# Llacuna d'Etolikó
La llacuna d'Etolikó (grec: Λιμνοθάλασσα Αιτωλικού, Limnothàlassa Etolikú) és una llacuna situada al sud d'Etòlia-Acarnània (Grècia). Es troba al nord d'una llacuna més gran, la de Mesolongi (una badia del golf de Patres), de la qual està separada per l'illa d'Etolikó. Té una profunditat màxima de 28 metres. La llacuna té una aigua salabrosa, amb una salinitat d'entre 19 i 28 UPS. Gran part de la llacuna té nivells molt baixos d'oxigen, però aquest fenomen ha estat mitigat des del 2002 mitjançant la creació d'obertures més grans al voltant de l'illa d'Etolikó i el dragatge de canals a la llacuna de Mesolongi. Etolikó és la principal població de la llacuna.